# Аріабгата I
Аріабгата (आर्यभट, Āryabhaṭa, 476–550) – перший із великих індійських математиків-астрономів. Його твори включають Аріабгатіам (Āryabhaṭīyaṃ) і Аріасіддханта. Народився в Паталіпутрі, Індія (у наш час – Патна). За його згадки про відносність руху його також називають великим раннім фізиком.

## Біографія
Аріабгата згадує в Аріабгатіам, що йому було 23 роки через 3600 років під час епохи Калі Юґа. Цей згаданий рік відповідає 499 р. н. е. та означає, що він народився в 476 р. Аріабгата називав себе уродженцем Кусумапури або Паталіпутри. 
Наскільки відомо, Аріабгата жив деякий час у м. Кусумапура для підвищення кваліфікації. Також згадується, що Аріабгата був керівником закладу у Кусумапурі і припускається, що він був керівником університету Наланда. До того ж, Аріабгата створив обсерваторію в храмі Сонця в Тарегані, Біхар.

## Праці
Аріабгата є автором кількох трактатів з математики та астрономії, хоча Аріабгатіам є єдиним, що зберігся. Математична частина Аріабгатіаму охоплює арифметику, алгебру, площинну та сферичну тригонометрію. Також розглядаються ланцюгові дроби, квадратні рівняння, степеневі ряди та синуси.
Аріасіддханта, втрачена праця про астрономічні обчислення, відома завдяки працям сучасника Аріабгати, Варагамігіри, а також пізніших математиків і коментаторів, зокрема Брамагупти та Бгаскари. Також припускається, що ця робота заснована на Суріясіддханті. У роботі містився опис кількох астрономічних інструментів: гномона, тіньового інструменту, приладів для вимірювання кутів і водяних годинників принаймі двох типів.

### Аріабгатіам
Аріабгатіам представив у віршованій формі низку нововведень у математиці та астрономії, які мали вплив протягом багатьох століть. Праця написана дуже стислим стилем, типовим для літератури сутр, у якій кожен рядок є деталлю складної системи. Текст складається із 108 віршів та 13 вступних віршів і поділений на чотири глави:
1. Гітікапада (13 віршів): великі одиниці часу, які представляють космологію, відмінну від попередніх текстів, таких як Джйотіша-веданґа Лагадхи. Існує також таблиця синусів, подана в одному вірші.
2. Ґанітапада (33 вірші): охоплює вимірювання (kṣtra vyāvahāra), арифметичну та геометричну прогресії, гномон, прості, квадратичні, одночасні та невизначені рівняння ( kuṭṭaka )[11].
3. Калакріяпада (25 віршів): різні одиниці часу та метод визначення положення планет на певний день[11].
4. Ґолапада (50 віршів): геометричні та тригонометричні аспекти небесної сфери, особливості екліптики, небесний екватор, форма землі, причина дня та ночі, сходження зодіакальних знаків на горизонті тощо[11]. Крім того, деякі версії цитують кілька колофонів, доданих у кінці, звеличуючи достоїнства твору тощо[11].

Аріабхатіам також відомий своїм описом відносності руху. Він висловив цю відносність так: «Подібно до того, як людина в човні, що рухається вперед, бачить, що нерухомі об’єкти (на березі) рухаються назад, так само нерухомі зірки, що бачать люди на землі, ніби рухаються точно на захід».

## Вплив та вшанування

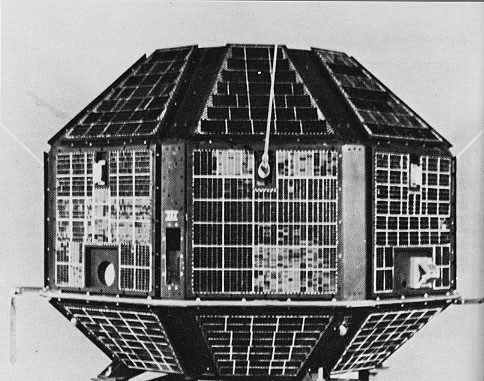
Перший супутник Індії названий на честь Аріабгати

Роботи Аріабгати мали великий вплив на розвиток індійської астрономії та вплинули на декілька сусідніх культур. Арабський переклад під час золотої доби ісламу (близько 820 р.) був особливо впливовим. Деякі з його результатів цитує Аль-Хорезмі, а в 10 столітті Аль-Біруні заявив, що послідовники Аріабгати вважали, що Земля обертається навколо своєї осі.
Його визначення синуса (jya), косинуса (kojya), cинуса-верзуса (utkrama-jya) і оберненого синуса (otkram jya) сприяли на народження тригонометрії. Він також був першим, хто вказав таблиці синуса і cинуса-верзуса з інтервалом 3,75° від 0° до 90° з точністю до 4 знаків після коми.
Календарні розрахунки, розроблені Ар'ябхатою та його послідовниками, постійно використовувалися в Індії для практичних цілей фіксації Панчангама (індуїстського календаря).
Університет знань ім. Аріабгатти (AKU) у Патні, був заснований урядом Біхару для розвитку та управління освітньою інфраструктурою, пов'язаною з технічною, медичною, управлінською та суміжною професійною освітою на його честь. Діяльність університету регулюється Законом про державний університет Біхар 2008 року. Перший супутник Індії Аріабхата та місячний кратер Аріабгата були названі на його честь.